# Kids' WB

Logo de Kid’s WB en 2009

Kids' WB était un bloc de programmes américain pour enfants qui a été initialement diffusée sur la plupart des stations du réseau The WB du 9 septembre 1995 au 16 septembre 2006. Le 23 septembre 2006, l'émission passe sur le réseau The CW, créé par CBS Corporation et Time Warner pour remplacer The WB et UPN. La diffusion de Kids' WB se poursuit jusqu'au 17 mai 2008. Le créneau de diffusion du samedi matin est alors racheté par 4Kids Entertainment et l'émission est remplacée par The CW4Kids.

## Séries diffusées
- Will et Dewitt (22 septembre 2007 - 3 mai 2008)
- Animaniacs (9 septembre 1995 - 4 avril 1998)